# Heribert Aigner
Heribert Aigner (* 7. Juli 1943 in Leoben; † 14. Februar 2015) war ein österreichischer Althistoriker.

## Leben
Nach dem Besuch der Volksschule von 1949 bis 1953 und des Bundesrealgymnasiums von 1953 bis 1961 begann Aigner mit einem Lehramtsstudium der Fächer Germanistik, Geschichte und Kunstgeschichte an der Karl-Franzens-Universität Graz. Ab 1964 war er als wissenschaftliche Hilfskraft am Institut für Geschichte und Altertumskunde der Universität tätig. Das Studium schloss er mit der vom Institut betreuten Promotion sub auspiciis Praesidentis ab. Seine 1968 vorgelegte Dissertation trug den Titel Das Heer als Machtfaktor in der ausgehenden römischen Republik; die Gutachter waren Franz Hampl und Hermann Wiesflecker.
Ab 1969 lehrte Aigner an der Grazer Universität. Im Jahre 1981 habilitierte er sich mit der Arbeit Der Selbstmord im Mythos und erhielt die Venia legendi für das Nominalfach „Alte Geschichte und Altertumskunde“. 1984 wurde ihm der Berufstitel außerordentlicher Universitätsprofessor durch den Präsidenten der Republik Österreich verliehen.
Aigner lehrte an den Universitäten Graz, Innsbruck, Padua und Klagenfurt und war seit dem Beginn der sechziger Jahre an zahlreichen Ausgrabungen in Österreich beteiligt, u. a. in Carnuntum. Ab 1999 war er Studiendekan der Geisteswissenschaftlichen Fakultät der Universität Graz, wo er 2008 pensioniert wurde.
Aigner galt als Universalist auf dem Gebiet der Alten Geschichte mit Kenntnissen von der Vor- und Frühgeschichte bis in die lateinische Renaissance.
Er lebte und arbeitete in der Schweiz und in Österreich.

## Mitglied- und Herausgeberschaften
Seit 1997 war Aigner Vizepräsident der International Society for the History of Physical Education and Sport (ISHPES), seit 1998 Vorstandsmitglied der Österreichischen Olympischen Akademie. Zudem war er Vizepräsident der Grazer Morgenländischen Gesellschaft (GMG, seit 1993) und Mitglied der Schweizerischen Gesellschaft für Ur- und Frühgeschichte (SGUF, ebenfalls seit 1993).
Aigner gab seit 1995 die Reihe Grazer altertumskundliche Studien (GAST) heraus und war Mitherausgeber der Mitteilungen der Grazer Morgenländischen Gesellschaft.

## Publikationen (Auswahl)
- Die Soldaten als Machtfaktor in der ausgehenden Römischen Republik. Innsbrucker Gesellschaft zur Pflege der Geisteswissenschaften, Innsbruck 1974, ISBN 3-85124-049-9 (Dissertation, Universität Graz, 1968).
- Der Selbstmord im Mythos. Betrachtungen über die Einstellungen der Griechen zum Phänomen Suizid von der homerischen Zeit bis in das ausgehende 5. Jahrhundert v. Chr. (= Publikationen des Instituts für Alte Geschichte und Altertumskunde der Karl-Franzens-Universität Graz. Bd. 2). Graz 1982 (erweiterte und überarbeitete Fassung der Habilitationsschrift, Universität Graz, 1980).
- Sonne und Mond. Zur Geschichte der Zeitrechnung. In: Wilhelm Richard Baier, Franz Manfred Wuketits (Hrsg.): Zeit-Zauber. Reflexionen über die Zeit zur Jahrtausendwende. DBV, Graz 2001, ISBN 3-7041-0281-4, S. 57–70
- Ausgewählte Schriften. Hrsg. von Peter Mauritsch. Leykam, Graz 2008, ISBN 978-3-7011-0134-4.